# Hombre SUK

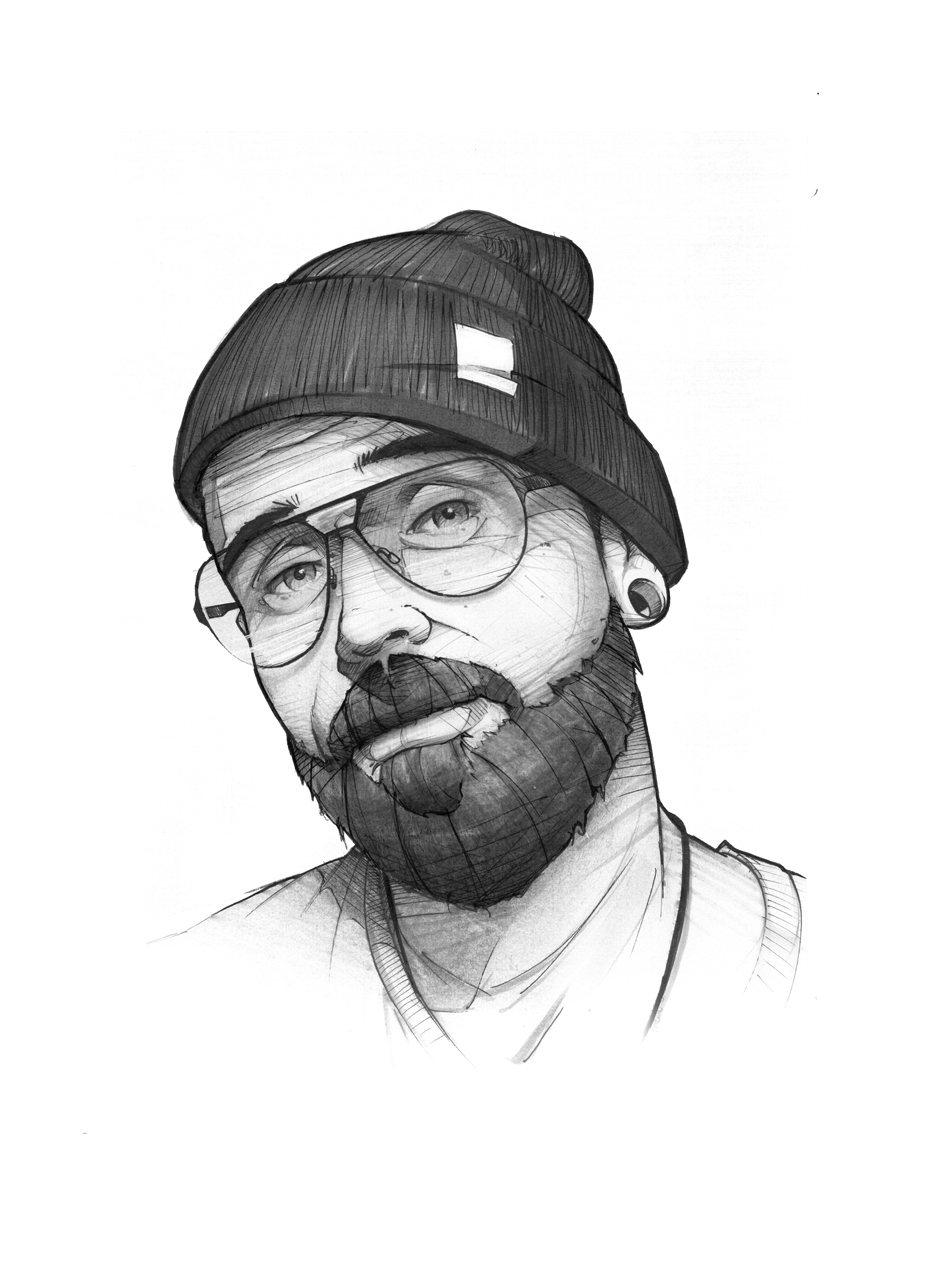
Selbst-Portrait von HOMBRE (Skribble)

Hombre SUK (* 6. Oktober 1981 in Mannheim als Pablo Fontagnier) ist ein deutscher Graffiti-Künstler.

## Biografie
Pablo Fontagnier wuchs gemeinsam mit seinem jüngeren Bruder Mikis in Mannheim auf, als Sohn von Gerhard Fontagnier, einem Lokalpolitiker eines Ortsverbandes der Partei Bündnis 90/Die Grünen. Nach der Grundschule besuchte er zunächst das Kurpfalz-Gymnasium, welches er ohne Abschluss verließ. Mit seiner allgemeinen Schulausbildung wurde er dennoch, nach seinem Zivildienst, an der Akademie für Kommunikation Mannheim angenommen. Dort schloss er als Grafik-Designer mit dem Schwerpunkt Illustration seine Ausbildung ab.
Aktuell lebt Hombre SUK mit seinem Sohn in Nürnberg.

## Werk

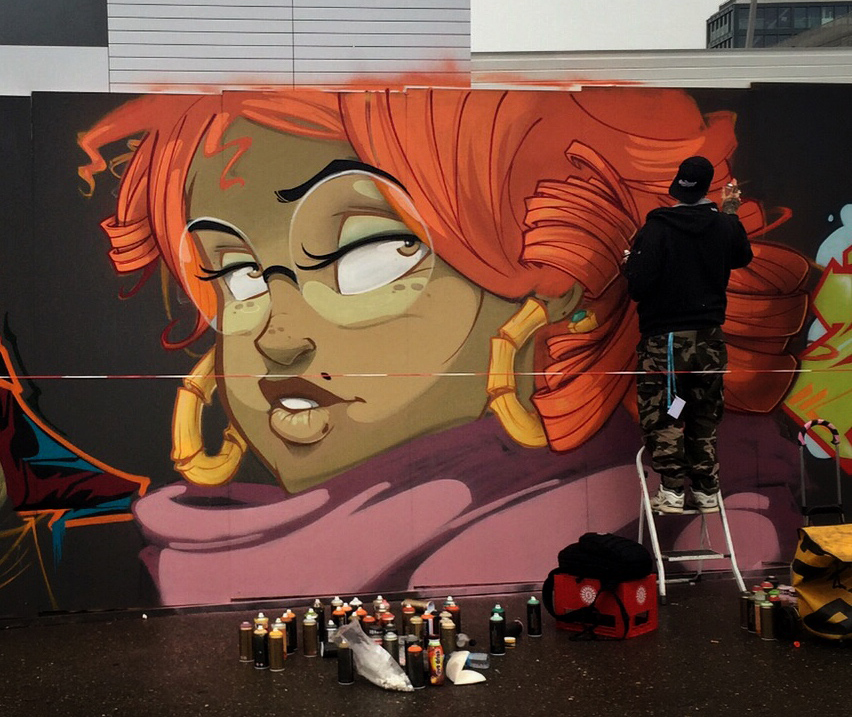
Swiss HipHop Jam 2015 (Zürich)

1995 widmete er sich erstmals der Farbdose und begann zunächst mit dem klassischen Style-Writing, bis er sich schließlich dem Malen von Charactern (Figuren) verschrieb. Seither arbeitet er sowohl mit der Sprühdose als auch mit Pixeln und Bites, was in dieser Kombination maßgeblich für seinen Stil prägend wurde.

### Stil
Hombre entwickelte im Verlauf seiner Karriere an der Dose einen Style, der sich besonders in seinem eher dem Comic und Cartoon angelehnten Stil zeigt. Neben zahlreichen Comic-Adaptionen bedient Hombre auch einen eher realistischeren Stil, der sich gleichwohl durch das Malen von Charactern auszeichnet und klassisch mit der Dose entsteht. Teilweise vermischt Hombre bei Arbeiten dieser Art beide Techniken. Als Inspiration seiner Technik sieht er sich selbst als „Kind der 80er“, was sich auch regelmäßig in den Motiven seiner Arbeiten zeigt. Als einer der ersten Graffiti-Künstler, der sich mit Charakteren befasst, entfernte er sich von den ausschließlich schwarzen Outlines (Umrandungen). Als Farben für seine Outlines wählt er, im Gegensatz zur damals gängigen Technik, einen dunkler abgestuften Ton vergleichend seinen Fillings (Füllungen). Sein Stil ist geprägt von reduzierten Formen, harten Kanten und einem besonderen Sinn für das Spiel von Licht und Schatten.
Hombre zählt im In- und Ausland zu den führenden Character-Malern der Graffiti-Szene.
Mittlerweile konnte der Künstler seine Arbeiten in Städten wie Berlin, Bilbao, Eindhoven, Jerusalem, Moskau, New York, Shanghai, Warschau und Zürich zeigen.
Für Workshops wurde er unter anderem in Städte wie Sofia (Bulgarien) eingeladen. Dort arbeitete er im Auftrag von Sprite (Coca-Cola Company).
Im Jahre 2014 entwickelte er mit der Firma Eschenbach eine eigene Brillenkollektion, die an das Thema „Graffiti“ angelehnt war.
Für den ehemaligen Bundesligisten SV Waldhof Mannheim (Fan-Dachverband Pro Waldhof) malte Hombre im November 2014 ein Mural, das die verschiedenen im Verein aktiven Nationalitäten darstellt. Als Symbol für die Soziodiversität wählte der Verein sechs reale Personen aus seinem Wirkungskreis. Das Projekt soll für mehr Toleranz werben.
Im Rahmen der jährlich in der Kunsthalle Mannheim stattfindenden Kunstausstellung Deltabeben (Städte Mannheim und Ludwigshafen) gestaltete Hombre 2016 eine Wand des Kunstvereins Mannheim. Außerdem gestaltete der Künstler im Januar 2019 einen roten Setra-Bus als mobile Kinderbücherei der Stadtbibliothek Mannheim mit den comichaften Tier-Motiven Krokodil, Steinbock und Pelikan als Folierung. Zuvor hatte Hombre bereits die Außenfassade des Ludwig-Frank-Gymnasiums (LFG) in Mannheim und ein dortiges Ärztehaus im Stadtteil Käfertal figurativ besprüht.
2023 wurde in Nürnberg im Rahmen der Blauen Nacht seine Burgprojektion Beneath the surface gezeigt.

### Verbindungen
Seit seinen Anfängen ist Hombre Teil der in Mannheim ansässigen True Rokin' Soul Crew (TRS-Crew). Später wurde er in die Crew der Stick Up Kids (SUK) aufgenommen. Die SUK Crew gilt als eine der bekanntesten Crews aus Deutschland. Mitglieder der SUK sind unter anderem Can2, Wow123, MadC und AtomOne.
Ab März 2016 begann Hombre eine Kollaboration mit dem in der Schweiz lebenden Künstler Boogie SML. Unter dem Pseudonym Homboog sollen fortan offiziell gemeinsame Projekte realisiert werden. Beide Künstler arbeiteten bereits in der Vergangenheit vermehrt zusammen und so wurde unter anderem im Sommer 2015 mit dem Projekt „Stadt.Wand.Kunst“ der Alten Feuerwache der Stadt Mannheim eine große Hausfassade im Benjamin-Franklin-Village (ehemalige US-Kaserne in Mannheim-Käfertal) gestaltet.
Privat verbindet die Künstler seit mehreren Jahren eine enge Freundschaft.

#### Mural125

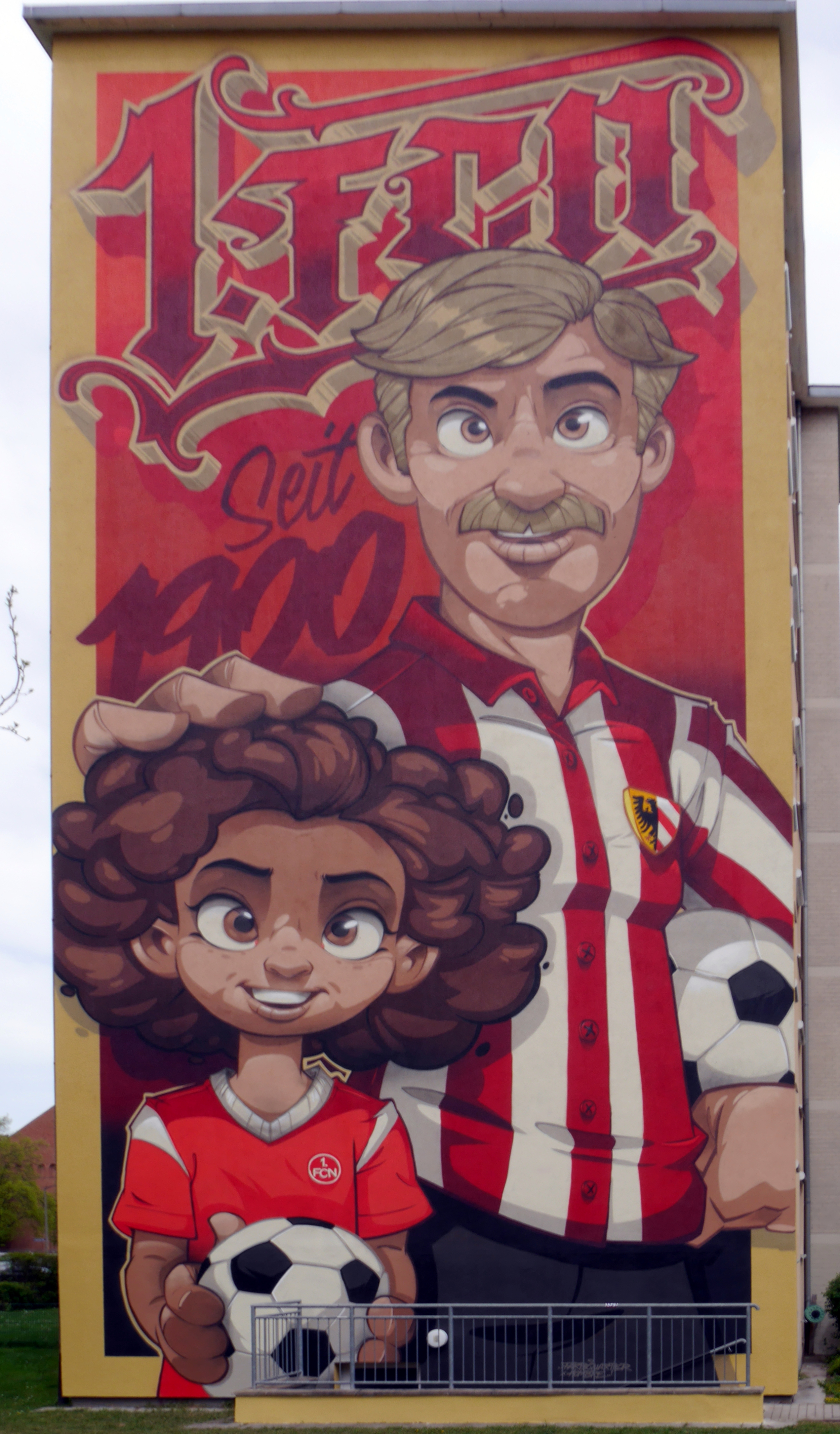
Mural125 von Farbquatier x Hombre SUK zum 125 jährigen des 1. FC Nürnberg

Das Mural125 in Nürnberg ist signiert mit „FARBQUARTIER x HOMBRE“.
Zum 125. Jubiläum des 1. FC Nürnberg haben der Club-Fan und Künstler Tom Penkwitz (Farbquartier) und der Künstler Hombre SUK ein großes Graffiti geschaffen. Das farbenfrohe Kunstwerk befindet sich in der Velburger Straße in Nürnberg und ist mehr als 19 Meter hoch, neun Meter breit und erstreckt sich über etwa 153 Quadratmeter. Es wurde rechtzeitig zum Jubiläum fertiggestellt und ist gut sichtbar, auch aus den Straßenbahnlinien 6 und 10 und als Fußgänger auf der Regensburger Straße.
Die Künstler wollten mit dem Motiv die Vielfalt der Fanszene des Clubs zeigen. Deshalb sind auf dem Graffiti ein erwachsener Mann und ein Mädchen zu sehen, die die unterschiedlichen Fan-Gruppen repräsentieren. Anstelle einzelner Spieler wurde bewusst auf eine Darstellung von zwei Fans gesetzt, um die ruhmreiche Geschichte des Vereins zu würdigen. Das Projekt wurde von mehreren Sponsoren unterstützt, und zum Abschluss erhielt das Kunstwerk eine Schutzlasur. Trotz einiger logistischer Herausforderungen, konnte alles planmäßig im April 2025 abgeschlossen werden.
Das Ergebnis ist ein lebendiges Zeichen der Fanliebe und des Vereinsjubiläums.